# Samuel Hoare
Sir Samuel John Gurney Hoare (Londra, 24 febbraio 1880 – Londra, 7 maggio 1959) è stato un politico britannico.

## Biografia
Meglio noto come Sir Samuel Hoare, figlio di Sir Samuel Hoare, 1° Baronetto, e discendente del quacchero Samuel Hoare, studiò prima ad Harrow e poi al New College di Oxford.
Fu eletto per la prima volta alla Camera dei Comuni nel gennaio 1910 come deputato del Chelsea.
Durante la prima guerra mondiale svolse il ruolo di agente di collegamento dell'intelligence britannica con il grado di Tenente Colonnello, in Russia e in Italia. In questo ruolo nel 1917 si incontrò Mussolini, giornalista interventista espulso dal Partito Socialista Italiano, e che aveva da poco fondato un nuovo quotidiano, Il Popolo d'Italia. Hoare decise di finanziare Mussolini con 100 sterline alla settimana in cambio dell'impegno mantenere e sostenere la linea bellicista.
Il governo britannico, dopo la Rivoluzione russa e la sconfitta di Caporetto, temeva che l'Italia non mantenesse fede ai propri impegni e cercasse di uscire dalla guerra concludendo un armistizio con l'Impero austro-ungarico, perciò tramite l'MI5 iniziò a finanziare i gruppi interventisti italiani.
Al termine della guerra, Hoare fu uno dei politici conservatori che si opposero a Lloyd George nel 1922, determinando la caduta del suo governo. Il nuovo gabinetto conservatore di Andrew Bonar Law conferì a Hoare il posto di Segretario di Stato per l'Aria nell'ottobre 1922, incarico che mantenne anche nei successivi governi Baldwin fino al giugno 1929, tranne che nel periodo gennaio-novembre 1924, nel breve governo laburista di Ramsay MacDonald.
Quando i conservatori formarono il primo governo di unità nazionale nel 1931, Hoare fu nominato Segretario di Stato per l'India, incarico che mantenne fino al giugno 1935, e durante il quale preparò il Government of India Act 1935, l'ultima costituzione indiana prima della sua indipendenza, che richiese un lavoro immane.

### La fallita mediazione con l'Italia
Con la formazione del nuovo governo Baldwin nel giugno 1935, Hoare fu nominato Segretario di Stato per gli Affari Esteri. In quel periodo era particolarmente acuta la crisi italo-etiopica che avrebbe portato alla guerra. Anthony Eden si recò a Roma in giugno, suggerendo un compromesso nel quale l'Etiopia avrebbe ceduto parte dell'Ogaden all'Italia e in cambio avrebbe ricevuto uno sbocco al mare a Zeila, nella Somalia britannica, ma Mussolini rifiutò questa proposta. Il 25 luglio 1935 finì il termine ultimo indicato dalla Società delle Nazioni entro il quale Italia ed Etiopia avrebbero dovuto scegliere un arbitro, senza che si pervenisse ad alcun risultato.
Mussolini rifiutò un secondo compromesso il 18 agosto 1935, durante una conferenza anglo-franco-italiana che propose un mandato congiunto sull'Etiopia, con un ruolo preponderante dell'Italia in campo amministrativo. Da quel momento Hoare indirizzò il nuovo governo britannico a muovere delle minacce velate verso l'Italia per mostrare la fermezza britannica: parte della Royal Navy fu spostata nel Mediterraneo, nelle basi di Gibilterra e Alessandria d'Egitto.
Dopo lo scoppio delle ostilità nell'ottobre del 1935, Samuel Hoare ebbe vari contatti con il Ministro degli Esteri francese Pierre Laval. Quest'ultimo elaborò un progetto, approvato da Hoare, che fu presentato il 7 dicembre 1935 a Mussolini. Il Patto Hoare-Laval si proponeva di porre fine alla guerra con un compromesso e uno scambio di territori: all'Italia si offriva l'Ogaden e una parte del Tigrè, quasi i due terzi dell'Etiopia, e il diritto di inviare coloni nel rimanente terzo; a titolo di compenso, l'Etiopia avrebbe ricevuto una striscia di territorio della Colonia eritrea e il porto di Assab. Questa offerta era vantaggiosa per l'Italia, poiché la nuova Etiopia sarebbe stato uno stato fantoccio dell'Italia, e i territori offerti erano molto più estesi di quelli occupati fino allora dalle truppe italiane.
Nelle sue memorie, Hoare sostenne che le sue intenzioni erano di preservare l'esistenza, sia pur ridotta, di uno stato etiope, e di distanziare l'Italia dalla Germania. Tuttavia nel 1935 Italia e Germania non avevano buoni rapporti tra loro, a causa del fallito tentativo tedesco di effettuare un colpo di stato in Austria, cosa che farebbe supporre un tentativo di giustificazione ex post di Hoare. Va ricordato però che i rapporti tra Italia e Germania erano notevolmente migliorati dopo la conferenza di Stresa,e che il maggior avversario del piano Laval-Hoare fu il governo tedesco: non partecipando alle sanzioni, in quanto aveva abbandonato la Società delle Nazioni, Adolf Hitler decise di riavvicinarsi all'Italia per far sì che non si consolidasse il «fronte di Stresa», nonostante l'opinione pubblica tedesca simpatizzasse per la causa abissina. Inoltre, mentre agli inizi di giugno, quando fu firmato l'accordo navale anglo-tedesco, il governo tedesco mostrò di essere ostile all'Italia e i militari tedeschi presagivano un insuccesso italiano, alla fine del giugno 1935 la Germania divenne la principale fornitrice di carbone e altri materiali strategici per l'Italia, colpita dalle sanzioni economiche.
Mussolini era disponibile ad accettare l'accordo, ma attese alcuni giorni prima di rendere pubblico il piano e la propria adesione. Questo fu scoperto e denunciato come un tradimento ai danni degli Abissini da L'Echo de Paris il 9 dicembre 1935.
L'opinione pubblica britannica ne fu molto colpita, mentre quella francese si divise tra la destra, che simpatizzava con i fascisti italiani, e la sinistra che li avversava. Hoare fu costretto a rassegnare le dimissioni e venne sostituito da Anthony Eden il 22 dicembre 1935.

### Carriera ministeriale successiva
Sir Samuel Hoare continuò però dopo poco a rioccupare posizioni di prestigio all'interno del governo Baldwin, nonostante le critiche. Nel 1936 fu nominato Primo Lord dell'Ammiragliato, interessandosi del riarmo navale, e ordinando la costruzione delle prime tre navi Classe King George V. Cercò inoltre di rovesciare la subordinazione della Fleet Air Arm dalla Royal Air Force.
Con la formazione del nuovo governo da parte di Neville Chamberlain, Hoare fu nominato Segretario di Stato per gli Affari Interni, compito al quale si dedicò con interesse. Hoare cercò di creare un progetto di riforma giudiziaria per l'abolizione delle pene corporali nelle prigioni e per l'abolizione della pena di morte, progetti che furono però fermati dallo scoppio della seconda guerra mondiale nel 1939. Nel 1938 Hoare si impegnò per ottenere l'approvazione del governo britannico al Kindertransport, un programma di accoglienza per bambini prevalentemente ebrei provenienti dall'Austria e dalla Germania.
Durante la crisi dei Sudeti appoggiò la politica di appeasement di Chamberlain, pur criticandone la scarsa esperienza negli affari esteri, e continuò ad appoggiare gli sforzi per la pace fino al 3 settembre 1939, data dell'entrata in guerra della Gran Bretagna contro la Germania. Allo scoppio della guerra fu nominato Lord Privy Seal, rimanendo uno degli esponenti governativi più leali a Chamberlain. Si dimise nel maggio 1940, insieme a John Simon e Kingsley Wood, a causa della caduta della Francia, nella crisi di governo che portò alla formazione nel nuovo gabinetto di Winston Churchill.

### Carriera diplomatica
Dopo alcuni mesi di inattività, fu inviato in Spagna come ambasciatore, con lo scopo di mantenere la neutralità spagnola e di prevenire eventuali tentativi di Francisco Franco di schierarsi a favore dell'Asse.
Rimase in Spagna fino al 1944, quando fu richiamato in patria e insignito del titolo di Visconte Templewood, di Chelsea nella Contea del Middlesex.